# Nuttalls specht
Nuttalls specht (Dryobates nuttallii synoniem: Picoides nuttallii) is een vogel uit de familie van de spechten (Picidae). De wetenschappelijke naam van de soort werd in 1843 gepubliceerd door William Gambel, en verwijst naar zijn collega-natuuronderzoeker Thomas Nuttall.

## Verspreiding en leefgebied
Deze soort komt voor in Californië en het noorden van Baja California.